# Fartun Abukar Omar
Fartun Abukar Omar (sinh ngày 3 tháng 8 năm 1986 ) là một vận động viên người Somalia.

## Tiểu sử
Cô đại diện cho Somalia tại Thế vận hội Mùa hè 2004 ở Athens, mặc dù đất nước của cô đã không có chính phủ trong mười ba năm tại thời điểm đó. Cô đã tham gia cuộc đua 100 mét nữ và hoàn thành cuối cùng trong sức nóng của mình, dù sao cũng đạt được thành tích tốt nhất cá nhân là 14,29 giây. Cô ấy 18 tuổi vào thời điểm diễn ra sự kiện. cô chưa bao giờ chạy một cuộc thi trên đường đua và trôi vào làn đường sai cho một phần của cuộc đua. ESPN lưu ý rằng cô là người phụ nữ Hồi giáo đầu tiên từng đại diện cho Somalia tại bất kỳ Thế vận hội Olympic nào.